# バアリン
バアリン(モンゴル語:  Baa'rin)とは、モンゴル高原に居住するモンゴル系遊牧集団の1つ。『元朝秘史』では巴阿隣、『集史』ではبارین（Bārīn）と記される。バーリン、バリンとも。

## 沿革
『元朝秘史』の伝える伝承によると、モンゴル部の中心氏族たるボルジギン氏の始祖、ボドンチャルは征服したウリャンカイ部の女性に生ませた子供をバアリダイと名付け、バアリダイの子孫からバアリン氏が生じたという。
バアリン氏はモンゴル部において祭祀を務める特殊な地位にあったようで、『元朝秘史』は次のような興味深いチンギス・カンの発言を伝えている。
バアリンが「長兄の後裔であった」というのはバアリン氏がボドンチャルの長子から生じた氏族であるという事を指しており、また「白き衣装を纏い、白き馬に乗り〜」という箇所はバアリンの人間が務める「ベキ」という役職が祭祀を執り行う地位にあったことを示唆する。
また、『集史』はチンギス・カンの「ベキ(＝コルチ・ウスン・エブゲン)」について以下のように記述している。
この記述は、「ベキ」がオンゴン(族霊)をシャーマンとして身に宿すことによって人間的束縛から離れた身分となる(＝ダルハンとなる)ことを指しており、実際に『元朝秘史』にはコルチ・ウスン・エブゲンが「神託(ja'arin)」を受けてテムジンにカンに即位するよう勧めたという逸話を伝えている。
以上のような宗教的権威を以て、バアリン氏はモンゴル帝国成立以前におけるモンゴル部内の長老的地位にあったものと見られている。後にモンゴル部ではキヤト氏、タイチウト氏という二大勢力が台頭してきたものの、依然としてバアリン氏は特権的地位を保ち続け、チンギス・カンの登場とモンゴル帝国の成立を迎えている。

## モンゴル帝国時代のバアリン
12世紀末、モンゴル部においてキヤト氏の長テムジン(後のチンギス・カン)が台頭すると、バアリンからはコルチ・ウスン・エブゲン、ココチュス、ナヤアといった人物がテムジンに仕え、モンゴル帝国建国の功臣となった。
特にコルチ・ウスン・エブゲンは前述したように司祭者たる「ベキ」としてチンギス・カンに仕え、モンゴル部の祭祀・卜占において重要な役割を果たした。『元朝秘史』は、モンゴル部内にてテムジンとジャムカの主導権争いが激化する中で、コルチ・ウスン・エブゲンは「テムジンとジャムカのどちらがモンゴルのカンとなるべきか」占い、「テムジンをカンにするように」との神託を受けたためテムジンの下にやってきたという逸話を伝えている。
1206年にモンゴル帝国が建国されるとテムジン改めチンギス・カンは功臣を千人隊長(ミンガン)に任じたが、コルチ・ウスン・エブゲンはバアリン氏からなる10の千人隊を率いていたため、万人隊長(トゥメン)とも呼ばれた。10の千人隊という数は当時のモンゴル帝国において最大規模の集団であり、同じく万人隊長と称されたムカリ直属のジャライル千人隊は3つしかなく、バアリン万人隊に次ぐのはコンギラトの5千人隊を率いるアルチ・ノヤンがいるだけであった。
チンギス・カンの死後その遺領が分割されると、バアリンの大部分は末子トゥルイが相続し、以後バアリンの有力者は主にトゥルイ家に仕えるようになる。特に最初フレグに仕え、後にクビライに仕えるようになったバヤンは南宋征服の総司令官を務め、大元ウルスの最高幹部にまで上り詰めたことで著名となった。

## 北元時代以後
大元ウルスの崩壊後、バアリンがどのような変遷を辿ったかは不明であるが、16世紀に入ると内ハルハ5部の1つとしてバアリン部が史料上に登場するようになる。内ハルハ5部はダヤン・ハーンによって六男アルチュ・ボラトに分封され、以後バアリン部はアルチュ・ボラトの子孫によって統治されるようになった。
17世紀、清朝が台頭するとバアリン部はその傘下に入りバアリン右・左旗として知られた。バアリン右・左旗という行政区画は清朝の崩壊、満州国の成立、国共内戦という動乱を経たが、21世紀の中華人民共和国においても赤峰市バアリン右旗・左旗として存続している。

## 構成氏族
- メネン・バアリン氏族…メネン(Menen)とは、「数多くの」「豊かなる」の意。
- ニチュグト・バアリン氏族…ニチュグト(Ničugüd)とは、「裸の」「痩せた」「不毛な」の意。
- スカヌウト・バアリン氏族…スカヌウト(Sūqanūt)とは、「聖柳（タマリスク）」の意。

## バアリン氏出身の有力者
- コルチ・ウスン・エブゲン…メネン・バアリン氏族。
- ココチュス…メネン・バアリン氏族。
- シルグエトゥ・エブゲン…ニチュグト・バアリン氏族。
- アラク…ニチュグト・バアリン氏族。シルグエトゥの長男。
- ナヤア…ニチュグト・バアリン氏族。シルグエトゥの次男。
- マンクル・トルカン
- バヤン…アラクの孫。

## 系図
バアリン氏族の祖バアリダイの系図。